# Initiative Pro Grafschaft
Die Initiative Pro Grafschaft e. V. (kurz: Pro Grafschaft) ist eine Wählergruppe in der Rechtsform eines eingetragenen Vereins (e. V.) im Landkreis Grafschaft Bentheim in Niedersachsen. Die Initiative wurde 2006 gegründet und nahm im selben Jahr erstmals an Kommunalwahlen teil.

## Ausrichtung
Offizielles Ziel des Vereins ist, den Bürgern der Grafschaft Bentheim eine Organisationsform zu bieten, die es ermöglicht, alle kommunalen Angelegenheiten in Freiheit und Unabhängigkeit zu vertreten und mitzubestimmen. Die Aufgabe des Vereins wird in der Förderung sachbezogener Kommunalpolitik unabhängig von Parteibindung und Gruppeninteressen gesehen. Des Weiteren wird mehr direkte Demokratie und Bürgernähe gefordert.
Eine Verbindung zur als rechtsextrem eingestuften Pro-Bewegung ist nicht gegeben.

## Wähleranteile und Mandate
Im Kreistag ist die Initiative Pro Grafschaft seit den Kommunalwahlen in Niedersachsen 2016 mit zwei Sitzen (zuvor einen) vertreten. Im Rat der Kreisstadt Nordhorn verfügt sie über vier (zuvor zwei) Sitze. 